# Ośrodek Przetwarzania Informacji
Ośrodek Przetwarzania Informacji – Państwowy Instytut Badawczy (OPI PIB) – to nowoczesne centrum technologii informatycznych, sztucznej inteligencji i analiz. Instytut wspiera wdrażanie polityki rządowej w zakresie nauki i szkolnictwa wyższego. Pomaga budować innowacyjną gospodarkę opartą na wiedzy.    

## Zakres działalności
OPI PIB wspiera rozwój polskiej nauki i szkolnictwa wyższego poprzez dostarczanie zaawansowanych narzędzi cyfrowych, prowadzenie rzetelnych badań i analiz oraz wspieranie rozwoju infrastruktury badawczej.  
Eksperci i ekspertki instytutu zajmują się badaniami w obszarach informatyka techniczna i komunikacja oraz nauki społeczne. 
OPI PIB tworzy nowoczesne oprogramowanie głównie dla sektora nauki i szkolnictwa wyższego. Dzięki integracji technologii i danych przetwarzanych przez OPI PIB możliwe jest lepsze zarządzanie sektorem oraz dostosowanie oferty kształcenia do potrzeb rynku pracy i oczekiwań studentów. 
Instytut tworzy innowacyjne rozwiązania z wykorzystaniem sztucznej inteligencji oraz rozwija medycynę cyfrową. OPI PIB to jeden z głównych ośrodków rozwijających nowoczesne rozwiązania z użyciem AI. Narzędzia instytutu doceniane są nie tylko w kraju, ale także w innych państwach UE. 
Eksperci i ekspertki OPI PIB przygotowują kompleksowe raporty i analizy z zakresu analityki biznesowej, socjologii nauki i naukometrii. Raporty instytutu charakteryzuje rzetelność i kompletność danych. Są cennymi narzędziami, które pomagają realizować politykę państwa opartą na profesjonalnych analizach. 
Naukowcy i naukowczynie instytutu prowadzą także zawansowane badania dotyczące interakcji człowiek-komputer (HCI). Ich rezultaty są istotne, gdyż pozwalają tworzyć technologie bardziej intuicyjne, dostępne i dopasowane do rzeczywistych potrzeb użytkowników. Dzięki analizom HCI można zwiększyć efektywność, komfort i satysfakcję z korzystania z systemów informatycznych. 
Koncepcja uczenia się przez całe życie (lifelong learning) zyskuje na znaczeniu, a nauka online stała się integralną częścią naszej codzienności. OPI PIB dostarcza nowoczesną technologię i ekspercką wiedzę z zakresu e-learningu. Instytut oferuje otwarte kursy online z różnych dziedzin oraz prowadzi szkolenia z metodyki i tworzenia kursów internetowych. 
OPI PIB zajmuje się również dystrybucją Funduszy Europejskich na rozwój infrastruktury badawczej sektora nauki. Instytut przeprowadza konkursy, zawiera umowy o dofinansowanie, rozlicza, kontroluje i monitoruje projekty, identyfikuje nieprawidłowości i prowadzi ewaluację.

## Historia

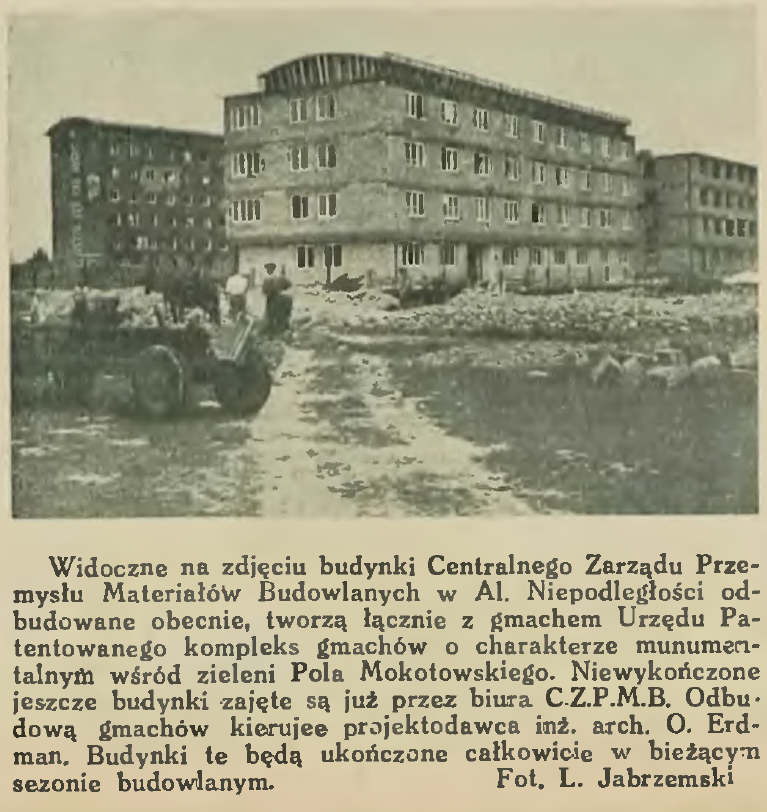
Budynek OPI PIB w 1947 (Stolica warszawski tygodnik ilustrowany. R. 2, 1947 nr 22)

13 grudnia 1990 r. utworzona została jednostka badawczo-rozwojowa pod nazwą Ośrodek Przetwarzania Informacji. Powstał on w miejsce Centrum Informacji Naukowej, Technicznej i Ekonomicznej (CINTE), zgodnie z zarządzeniem nr 12 Ministra – Kierownika Urzędu Postępu Naukowo-Technicznego i Wdrożeń. 
23 października 2013 r. rozporządzeniem Rady Ministrów, Ośrodkowi Przetwarzania Informacji został nadany statusu państwowego instytutu badawczego.  
Siedziba instytutu mieści się w Warszawie, w dwóch budynkach zlokalizowanych przy al. Niepodległości 188 b oraz 186. Budynki te posiadają ciekawą historię, po II Wojnie Światowej siedzibę miał w nich m.in. Centralny Zarząd Przemysłu Materiałów Budowlanych. 
W latach 1980-1990 mieściło się tutaj Centrum Informacji Naukowej, Technicznej i Ekonomicznej (CINTE) – ośrodek badawczo-rozwojowy, którego działalność obejmowała całokształt zagadnień informacji naukowej – od problemów teoretycznych do praktycznych zastosowań technologii informacyjnych. CINTE prowadziło również działalność wydawniczą publikując między innymi „Informator nauki polskiej”.

## Dyrektorzy
1. dr hab. inż. Jarosław Protasiewicz – dyrektor (od 2019)
2. dr inż. Olaf Gajl – dyrektor (2007–2019)
3. dr Dorota Maciejko – p.o. dyrektora (2005–2007)
4. dr inż. Olaf Gajl – dyrektor (2004–2005)
5. prof. dr hab. inż. Paweł Gierycz – dyrektor (1998–2004)
6. Wacław Wasiak – dyrektor (1991–1997)
7. Adam Kapica – kierownik Ośrodka (1990–1991)